# 恋愛幕末カレシ〜時の彼方で花咲く恋〜
『恋愛幕末カレシ〜時の彼方で花咲く恋〜』（れんあいばくまつカレシ ときのかなたではなさくこい、略称：ばくかれ）は、フリューより2017年3月14日にリリースされたスマートフォンゲーム。
ある人物からもらった懐中時計によって、「異世界」の幕末・京都へとやってきた主人公が、歴史上の人物と同名の男たちと出会い、恋愛を楽しむ内容となっている。
2018年には、本作を原案としたテレビアニメ『BAKUMATSU』が放送され、2019年には第2期にあたる『BAKUMATSUクライシス』が放送された。

## 登場人物
高杉晋作（たかすぎ しんさく）
声 - 中村悠一
誕生日:9月27日。吉田松陰が指導する松下村塾出身。

桂小五郎（かつら こごろう）
声 - 江口拓也
誕生日:8月11日。高杉の相棒。

坂本龍馬（さかもと りょうま）
声 - 三木眞一郎
誕生日:1月3日

岡田以蔵（おかだ いぞう）
声 - 松岡禎丞
誕生日:2月14日

近藤勇（こんどう いさみ）
声 - 佐藤拓也
誕生日:11月9日。新撰組局長。
幕府の安泰と新撰組の躍進を目的とする新撰組局長。穏やかで人当たりが良く、隊士だけでなく慶喜からの信頼も厚い。

土方歳三（ひじかた としぞう）
声 - 染谷俊之
誕生日:5月31日。新撰組副長。
市中では鬼と恐れられる新撰組の副長。不明な点が多い主人公を警戒している。冷たく俺様な態度が目立つが、一度心を許すと大切にするという噂もある。

沖田総司（おきた そうじ）
声 - 代永翼
誕生日:7月9日。新撰組一番隊組長。
新撰組きっての天才剣士。人懐っこい表情とは裏腹に、危険や不安定を好む傾向があり、その生き方はどこか危うい。

斎藤一（さいとう はじめ）
声 - 多田啓太
誕生日:2月18日。新撰組三番隊組長。
淡々と仕事をこなす、新撰組の陰の実力者。任務に一切感情を持ち込まないため、仲間に恐れられている。

藤堂平助(とうどう へいすけ)
声- 畠中祐
誕生日:4月14日。新撰組八番隊組長。
人懐っこい笑顔が特徴だが、実はその裏に隠された素顔がある。

原田左之助(はらだ さのすけ)
声- 浜田賢二
誕生日:5月5日。新撰組十番隊組長。
明るい笑顔を浮かべる新撰組のムードメーカー。駆け引きが得意でないために土方と衝突することも…

徳川慶喜（とくがわ よしのぶ）
声 - 鈴木達央
誕生日:10月28日。第15代徳川将軍。
山崎烝（やまざき すすむ）
声 - 八代拓
誕生日:3月31日。新撰組・監察方。
帝（みかど）
声 - 武内駿輔、村中知（子供時代）
誕生日:12月22日
晴明（せいめい）
声 - 中島ヨシキ、伊瀬茉莉也（子供時代）
誕生日:6月6日

謎の女（なぞのおんな） /  高須久子（たかす ひさこ）
声 - 緒乃冬華
アニメオリジナルキャラクター。
霞（かすみ）、雹（ひょう）
声 - 真堂圭（霞）、山下七海（雹）
アニメオリジナルキャラクター。徳川家の御庭番。
吉田松陰（よしだ しょういん）
声 - 羽多野渉
アニメオリジナルキャラクター。松下村塾で武士達を教えた。
先代無限斎
声 - 木下浩之
二代目無限斎
声 - 染谷俊之
アニメオリジナルキャラクター。
森蘭丸（もり らんまる）
声 - 花守ゆみり
服部半蔵（はっとり はんぞう）
声 - 高木渉
石川五右衛門（いしかわ ごえもん）
声 - 松田健一郎
久坂玄端
声 - 阪口周平
伊藤俊輔
声 - 小田久史
宮本武蔵
声 - 武虎
一休宗純
声 - 白熊寛嗣
中岡慎太郎
声 - 濱健人
芦屋道満
声 - 速水奨
世阿弥
声 - 入野自由
平賀源内
声 - 大畑伸太郎
葛飾北斎
声 - 島田敏
武市半平太
声 - 神尾晋一郎

## テレビアニメ
本作を原案としたテレビアニメ『BAKUMATSU』が、2018年10月から12月までTBSテレビほか『アニメリコ』枠にて放送された。さらに、第2期である『BAKUMATSUクライシス』が2019年4月から6月まで、同枠にて放送された。同年2月27日には、第1期全12話を収録した『BAKUMATSU イキザマコンプリート Blu-ray』 (OVXN-0051) が発売された。
アニメでは、時間跳躍が可能な懐中時計「時辰儀」により、正史の幕末から別次元の幕府が変わった世界へとやってきた（厳密には、元の時間軸の記憶を有したまま別の時間軸の世界に変化した）高杉晋作と桂小五郎を軸に物語が進行する。

### スタッフ
- 原案 - 恋愛幕末カレシ 〜時の彼方で花咲く恋〜（フリュー）[2][3][4]
- 監督 - 渡辺正樹（第1期）[2]、サトウ光敏（第2期）[3][4]
- 助監督 - 齋藤昭裕（第1期）[2]
- シリーズ構成 - 横谷昌宏[2][3][4]
- アニメキャラクター原案 - 夏生[2][3][4]
- アニメキャラクターデザイン - 島村秀一[2][3][4]
- プロップデザイン - 丸尾一
- 美術監督・美術設定 - 佐藤豪志[2][3][4]
- 色彩設計 - 桂木今里[2][3][4]
- 撮影監督 - 下崎昭[2][3][4]
- 編集 - 渡辺直樹（第1期）[2]、小池祐樹（第2期）[3][4]
- 音響監督 - 藤野貞義[2][3][4]
- 音楽 - 川﨑龍[2][3][4]、坂部剛（第2期）[3][4]
- 音楽制作 - MAGES.
- 音楽プロデューサー - 村上純
- 統括プロデューサー - 遠藤恭子、佐田良子、加藤新
- プロデューサー - 和田薫、岡本愛、前田麻友、下里悟
- アニメーションプロデューサー - 野口和紀
- アニメーション制作 - スタジオディーン[2][3][4]
- 製作 - BAKUMATSU製作委員会（フリュー、TBSテレビ、MAGES.）

### 主題歌
第1期
オープニングテーマ「Spiral Maze」
作詞・作曲・歌 - MIKOTO / 編曲 - ハマサキユウジ
エンディングテーマ
「遥かなる旅」（第1話 - 第5話、第7話 - 第12話）
作詞・作曲・編曲・歌 - 佐々木恵梨
「Part of Me」 （第6話）
作詞・作曲・歌 - 佐々木恵梨 / 編曲 - 中村ヒロ
第2期
オープニングテーマ「Brave Rejection」
作詞 - 毛塚茉倫 / 作曲 - 片平翔大 / 編曲 - Yocke / 歌 - Hi!Superb
エンディングテーマ「青き炎」
作詞 - 中村振二郎 / 作曲 - 野村勇輔 / 編曲 - 悠木真一 / 歌 - Zwei

### 各話リスト
| 話数  | サブタイトル                            | 脚本       | 絵コンテ                    | 演出                | 作画監督                                                                                    | 総作画監督                            |       |       |       |       |       |       |       |       |       |       |       |       |       |       |       |       |       |       |
| 第1期 | 第1期                                   | 第1期      | 第1期                       | 第1期               | 第1期                                                                                       | 第1期                                 | 第1期 | 第1期 | 第1期 | 第1期 | 第1期 | 第1期 | 第1期 | 第1期 | 第1期 | 第1期 | 第1期 | 第1期 | 第1期 | 第1期 | 第1期 | 第1期 | 第1期 | 第1期 |
| ----- | --------------------------------------- | ---------- | --------------------------- | ------------------- | ------------------------------------------------------------------------------------------- | ------------------------------------- | ----- | ----- | ----- | ----- | ----- | ----- | ----- | ----- | ----- | ----- | ----- | ----- | ----- | ----- | ----- | ----- | ----- | ----- |
| #1    | スサノオ事変勃発 もうひとつのバクマツ！ | 横谷昌宏   | 渡辺正樹                    | 渡辺正樹            | 下地彩加 佐々木幸恵 永田正美 皆川愛香利                                                     | 島村秀一 松下郁子                     |       |       |       |       |       |       |       |       |       |       |       |       |       |       |       |       |       |       |
| #2    | 斬れ、高杉 アイのために！               | 山口宏     | 渡辺正樹                    | 齋藤昭裕            | 中山由美 小林利充 劉雲留                                                                    | 島村秀一 皆川愛香利                   |       |       |       |       |       |       |       |       |       |       |       |       |       |       |       |       |       |       |
| #3    | 龍馬アンサツ？ 過去からの刺客           | 神沢ミホ   | 渡辺正樹                    | 堀内直樹            | 李少雷 劉雲留                                                                               | 島村秀一 松下郁子                     |       |       |       |       |       |       |       |       |       |       |       |       |       |       |       |       |       |       |
| #4    | 極秘潜入 新撰組のオキテ！               | 竹内利光   | 齋藤昭裕                    | 菱川直樹            | 向山祐治 門智昭 柏木信弘 手島勇人                                                           | 島村秀一 皆川愛香利                   |       |       |       |       |       |       |       |       |       |       |       |       |       |       |       |       |       |       |
| #5    | 沖田狂乱 トキの流れ人！                 | 竹内利光   | 齋藤昭裕                    | 伊藤秀弥            | 劉雲留 青木まりこ 原田幸枝                                                                  | 島村秀一 松下郁子                     |       |       |       |       |       |       |       |       |       |       |       |       |       |       |       |       |       |       |
| #6    | 千本目のエモノ 慶喜、我が主！           | 山口宏     | 平沼加名                    | 平沼加名            | 森本浩文 飯飼一幸 李少雷                                                                    | 島村秀一 皆川愛香利                   |       |       |       |       |       |       |       |       |       |       |       |       |       |       |       |       |       |       |
| #7    | 暴走トッキュウ 死ぬな、桂！             | 谷村大四郎 | 平沼加名 大槻敦史 渡辺正樹  | ウヱノ史博          | 下地彩加 佐々木幸恵                                                                         | 島村秀一 松下郁子                     |       |       |       |       |       |       |       |       |       |       |       |       |       |       |       |       |       |       |
| #8    | キンカクジの変！ 以蔵、死す？           | 竹内利光   | ユキヒロマツシタ            | サトウ光敏          | 劉雲留                                                                                      | 島村秀一 皆川愛香利                   |       |       |       |       |       |       |       |       |       |       |       |       |       |       |       |       |       |       |
| #9    | 激突、最後のサムライ！                  | 神沢ミホ   | 河村智之                    | 奥野浩行            | 中山由美 劉雲留 大塚八愛 中熊太一                                                           | 島村秀一 松下郁子                     |       |       |       |       |       |       |       |       |       |       |       |       |       |       |       |       |       |       |
| #10   | 晴明ダッカン！獄門島からの脱獄          | 山口宏     | 平沼加名                    | 平沼加名            | 矢島陽介 森本浩文 武本大介 青野厚司                                                         | 島村秀一 皆川愛香利                   |       |       |       |       |       |       |       |       |       |       |       |       |       |       |       |       |       |       |
| #11   | 懐かしき学び舎 高杉のナミダ！           | 山口宏     | 河村智之                    | 堀内直樹            | 西川絵奈 門智昭 向山祐治 劉雲留 柏木信弘                                                    | 島村秀一 松下郁子                     |       |       |       |       |       |       |       |       |       |       |       |       |       |       |       |       |       |       |
| #12   | 決戦、巨城スサノオ！                    | 竹内利光   | ユキヒロマツシタ            | サトウ光敏 齋藤昭裕 | 下地彩加 佐々木幸恵 劉雲留 森本浩文 清水勝祐 北村友幸 矢島陽介 荒井美穂 田中日香里          | 島村秀一 皆川愛香利 松下郁子          |       |       |       |       |       |       |       |       |       |       |       |       |       |       |       |       |       |       |
| 第2期 |                                         |            |                             |                     |                                                                                             |                                       |       |       |       |       |       |       |       |       |       |       |       |       |       |       |       |       |       |       |
| #1    | クロフネ襲来 無限斎の帰還！             | 山口宏     | ユキヒロマツシタ            | 渡辺正彦            | 亀谷響子 矢島陽介 青野厚司                                                                  | 亀谷響子 皆川愛香利                   |       |       |       |       |       |       |       |       |       |       |       |       |       |       |       |       |       |       |
| #2    | 京都炎上！ 鬼火のナゾ                   | 神沢ミホ   | 藤原良二                    | 吉田俊司            | 川添亜希子 あおきまほ 清水勝祐 大塚八愛                                                     | 皆川愛香利                            |       |       |       |       |       |       |       |       |       |       |       |       |       |       |       |       |       |       |
| #3    | 幕末怪異譚 トラを見た！                 | 竹内利光   | サトウ光敏 ユキヒロマツシタ | 加藤顕              | 中島美子 青木真理子 青木美穂                                                                | 亀谷響子 青野厚司                     |       |       |       |       |       |       |       |       |       |       |       |       |       |       |       |       |       |       |
| #4    | 再会の土方 イケダヤ事変！               | 谷村大四郎 | 大槻敦史                    | 奥野浩行            | 江森真理子 原田幸枝 清水勝祐 川添亜希子 橋本英樹 永田詩央里 矢島陽介                        | 皆川愛香利 青野厚司                   |       |       |       |       |       |       |       |       |       |       |       |       |       |       |       |       |       |       |
| #5    | 来たのは誰だ？ 夜空のコンペイトウ       | 山口宏     | 北村真咲                    | 堀内直樹            | Liu Yun Liu                                                                                 | 亀谷響子                              |       |       |       |       |       |       |       |       |       |       |       |       |       |       |       |       |       |       |
| #6    | 時辰儀暴走！ 京都のセイシする日         | 竹内利光   | 小林一三                    | 前園文夫            | 飯飼一幸 小林一三 青柳謙二 小笠原理恵                                                       | 青野厚司 皆川愛香利                   |       |       |       |       |       |       |       |       |       |       |       |       |       |       |       |       |       |       |
| #7    | 時辰儀誕生！ 運命のキョウダイ           | 神沢ミホ   | 西村純二                    | 吉田俊司            | 大塚八愛 青木真理子 清水勝祐 江森真理子                                                     | 亀谷響子 青野厚司                     |       |       |       |       |       |       |       |       |       |       |       |       |       |       |       |       |       |       |
| #8    | 慶喜のオモイ 近藤のオモイ               | 谷村大四郎 | 沖田宮菜                    | 村田尚樹            | 皆川愛香利 北村晋哉 中島美子 清水勝祐                                                       | 皆川愛香利                            |       |       |       |       |       |       |       |       |       |       |       |       |       |       |       |       |       |       |
| #9    | 秘めたる想い！ 仮面のコクハク！         | 山口宏     | 伊勢昌弘                    | 伊勢昌弘            | 亀谷響子 青野厚司 岡遼子 北村晋哉 大塚八愛                                                  | 亀谷響子 青野厚司                     |       |       |       |       |       |       |       |       |       |       |       |       |       |       |       |       |       |       |
| #10   | 消滅！ 巨城スサノオ！                   | 竹内利光   | 小林一三                    | 前園文夫            | 飯飼一幸 小林一三 青柳謙二 小笠原理恵                                                       | 青野厚司 皆川愛香利                   |       |       |       |       |       |       |       |       |       |       |       |       |       |       |       |       |       |       |
| #11   | 誕生！ 巨神スサノオ！                   | 山口宏     | 西村純二                    | 加藤顕              | 黄凤 杨国福                                                                                 | 青野厚司 亀谷響子                     |       |       |       |       |       |       |       |       |       |       |       |       |       |       |       |       |       |       |
| #12   | 新しきBAKUMATSUへ！                     | 山口宏     | 西村純二                    | サトウ光敏 吉田俊司 | 皆川愛香利 青野厚司 松下郁子 北村晋哉 大塚八愛 原田幸枝 江森真理子 清水勝佑 岡遼子 岡戸智凱 | 皆川愛香利 青野厚司 亀谷響子 松下郁子 |       |       |       |       |       |       |       |       |       |       |       |       |       |       |       |       |       |       |

### 放送局
| 放送期間                  | 放送時間                     | 放送局         | 対象地域   | 備考                      |
| ------------------------- | ---------------------------- | -------------- | ---------- | ------------------------- |
| 2018年10月5日 - 12月21日  | 金曜 1:58 - 2:28（木曜深夜） | TBSテレビ      | 関東広域圏 | 製作局 / 字幕放送         |
| 2018年10月7日 - 12月23日  | 日曜 2:30 - 3:00（土曜深夜） | BS-TBS         | 日本全域   | BS/BS4K放送               |
| 2018年10月15日 - 12月31日 | 月曜 1:30 - 2:00（日曜深夜） | TBSチャンネル1 | 日本全域   | CS放送 / リピート放送あり |
| 全局『アニメリコ』第2部。 |                              |                |            |                           |

| 配信期間                 | 配信時間           | 配信サイト         |
| ------------------------ | ------------------ | ------------------ |
| 2018年10月5日 - 12月21日 | 金曜 22:30 - 23:00 | AbemaTV            |
|                          | 金曜 23:00 - 23:30 | ニコニコ生放送     |
|                          | 金曜 23:30 更新    | ニコニコチャンネル |

| 放送期間               | 放送時間                     | 放送局         | 対象地域   | 備考                      |
| ---------------------- | ---------------------------- | -------------- | ---------- | ------------------------- |
| 2019年4月5日 - 6月21日 | 金曜 1:58 - 2:28（木曜深夜） | TBSテレビ      | 関東広域圏 | 製作局 / 字幕放送         |
| 2019年4月7日 - 6月23日 | 日曜 2:30 - 3:00（土曜深夜） | BS-TBS         | 日本全域   | BS/BS4K放送               |
| 2019年4月15日 - 7月1日 | 月曜 1:30 - 2:00（日曜深夜） | TBSチャンネル1 | 日本全域   | CS放送 / リピート放送あり |
| 全局『アニメリコ』枠。 |                              |                |            |                           |

| 配信期間       | 配信時間                   | 配信サイト         |
| -------------- | -------------------------- | ------------------ |
| 2019年4月5日 - | 金曜 22:30 - 23:00         | AbemaTV            |
|                | 金曜 23:30 - 土曜 0:00     | ニコニコ生放送     |
| 2019年4月6日 - | 土曜 0:00（金曜深夜） 更新 | ニコニコチャンネル |

### Webラジオ
2018年10月1日から『TVアニメ「BAKUMATSU」 WEBラジオ『イキザマラジオ！』』が音泉にて隔週月曜19時配信中。2018年10月1日（第1回）から12月23日（第13日）は毎週月曜、2019年1月14日（第14回）から3月11日（第16回）は第2月曜、2019年4月8日からは隔週月曜配信。パーソナリティは土方歳三役の染谷俊之と沖田総司役の代永翼。構成作家はゆーやん。
ゲスト
- 第4・5回配信（2018年10月22日・29日）：佐藤拓也（近藤勇 役）
- 第6回配信（2018年11月5日）：MIKOTO（第1期OPアーティスト）
- 第7回配信（2018年11月12日）：佐々木恵梨（第1期EDアーティスト）
- 第9回配信（2018年11月26日）：多田啓太（斎藤一 役）
- 第10・11回配信（2018年12月3日・10日）：中村悠一（高杉晋作 役）
- 第14回配信（2019年1月14日）：武内駿輔（帝 役）
- 第15回配信（2019年2月18日）：中島ヨシキ（晴明 役）
- 第16回配信（2019年3月11日）：Zwei（第2期EDアーティスト）
- 第17回配信（2019年3月25日）：公開録音（3月15日開催）
- 第18・19回配信（2019年4月8日・22日）：江口拓也（桂小五郎 役）
- 第20回配信（2019年5月6日）：Hi!Superb（第2期OPアーティスト）
- 第27回配信（2019年9月23日）：江口拓也（桂小五郎 役）

| TBSテレビ アニメリコ 第2部 | TBSテレビ アニメリコ 第2部 | TBSテレビ アニメリコ 第2部               |
| 前番組                     | 番組名                     | 次番組                                   |
| -------------------------- | -------------------------- | ---------------------------------------- |
| 七星のスバル               | BAKUMATSU                  | グリムノーツ The Animation               |
| グリムノーツ The Animation | BAKUMATSUクライシス        | 少女☆歌劇 レヴュースタァライト（再放送） |